# FSTL3

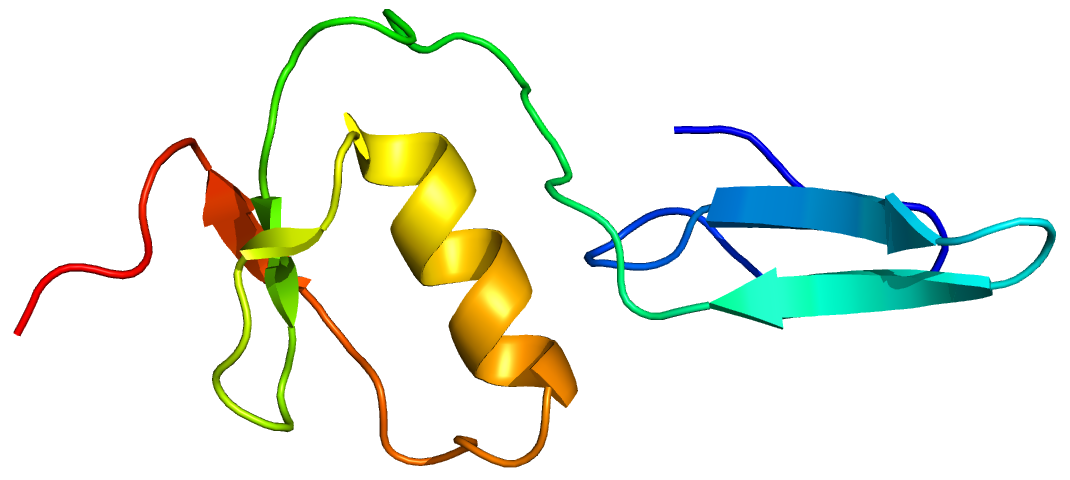
Structure chimique de la protéine FSTL3.

La FSTL3 ou Follistatine-like 3 est une protéine dont la structure est proche de celle de la follistatine et qui serait inhibitrice de l'activine A, intervenant ainsi dans la formation d'une fibrose cardiaque dans certaines conditions.

## Mode d'action
Sa production est augmentée en cas de lésion cardiaque et antagoniserait l'action protectrice de l'activine A. Dans les souris déficitaires génétiquement en cette protéine, la création d'une hypertension artérielle artificielle entraîne moins d'hypertrophie ventriculaire que dans les souris témoins, et ce, probablement en jouant sur la voie de signalisation des Smad. Cette molécule serait nécessaire pour la survenue d'une fibrose cardiaque par stimulation de la prolifération des fibroblastes et augmentation de la production de collagène.